# Nagakura Sinpacsi
Nagakura Sinpacsi (永倉新八; Hepburn-átírással: Nagakura Shinpachi, 1839. május 23. – 1915. január 5.) japán szamuráj volt az Edo-korban. A Sinszengumi 2. osztagának kapitánya volt.

## Élete

### Fiatalkora
Nagakura Sinpacsi Norijuki (gyermekkori nevén Ekicsi vagy Eidzsi) 1839-ben született Edóban, a Tenpó tizedik évében. Apja, Nagakura Kandzsi, a Macumae család szamurája volt. Okita Szódzsihoz hasonlóan Sinpacsi is szamuráj család gyermeke, és egész életében Edóban élt.
Nyolcévesen belépett Okada Dzsúszuke Tosiszada dódzsójába, a Sintó Munen-rjúba. Tizennyolc éves korában elérte a mokuroku szintet (6. dan), és megkapta a menkjó kaiden címet. Tizenkilenc évesen kilépett a Macumae klán szolgálatából azért, hogy utazzon és a technikáját tökéletesítse. Eltöltött egy kis időt Jurimoto Súzó Sintó Munen-rjú és Cubócsi Súme Singjoto-rjú dódzsójában is - utóbbiban találkozott Simada Kaijal, aki a jövőben a Sinszengumi második osztagának helyettes kapitánya lett. 1861 körül kezdte meg tevékenységét Kondó Iszami Sieikan nevű dódzsójában.

### Sinszengumi
1863-ban Sinpacsi és Kondó csoportja belépett a Rósigumiba. Kiotóba érkezésükkor 13 szamuráj, köztük Sinpacsi is, megalapította a Mibu Rósigumit, élén Kondóval és Szerizava Kamóval. Később engedélyt kértek az Aizu család daimjójától, Macudaira Katamoritól, hogy a sógun védelmében Kiotó rendfenntartó erejévé válhassanak. Az 1863. szeptember 18-ai esemény után a csapat megkapta a Sinszengumi elnevezést.
Sinpacsi 1863-ban parancsnokhelyettes, majd 1865-ben a 2. osztag kapitánya lett. A többi Sinszengumi taggal együtt 1867-ben elnyerte a hatamoto rangot, vagyis a sógun közvetlen csatlósává vált. 1868. áprilisában, a Kósú csata után, nézeteltérései támadtak Kondóval és Hidzsikata Tosizóval, így egyik társával, Harada Szanoszukével együtt elhagyták a Sinszengumit, és létrehozták a Szeiheitait.

#### Kocune és Iszogo
A sinszengumis korszakában kapcsolatba bonyolódott Kocunével, egy simabarai gésával, de amikor a lány teherbe esett, a Sinszengumi egyre romló politikai helyzete a toba-fusimi csatához és a Bosin-háborúhoz vezetett, így Sinpacsi nem tudott velük lenni. Kocune életet adott egy kislánynak, Iszogónak, azonban súlyos árat fizetett érte, mert nem sokkal később, 1867. december 11-én életét vesztette. Ez a hír lesújtotta Sinpacsit, és teljesen elvette a kedvét a harctól, azonban a Sinszengumi helyzete miatt annyira elfoglalt volt, hogy még Kocune temetésére sem tudott elmenni. A háború miatt Iszogót Kocune nővérének gondjaira bízva Tokióban hagyta, s mivel úgy gondolta, ez lesz az utolsó alkalom, hogy látja, ezért 50 rjó pénzt hagyott Iszogo nevelésére, és elbúcsúzott tőle.
A Meidzsi-kor 33. évében (1900.) azonban sikerül újra találkozniuk. Iszogoból híres színésznő lett Kanszaiban, és még az apjának is játszott egy darabot.

### A Meidzsi-restauráció után
A Meidzsi-korban Sinpacsi benősült a Macumae daimjót orvosként szolgáló Szugimura családba, így nevét Szugimura Josie-re változtatta, és 1875. májusában a család fejévé vált. Az 1880-as, 1890-es években a családjával Hokkaidó északi városába, Otaruba költözött, sokat ingázott. 1882-ben elfogadta azt a munkát, hogy kendót tanítson börtönőröknek Hokkaidón, azonban 1886-ban kilépett. Hátralévő éveiben valószínűleg Tennen Risin-rjút oktatott Hokkaidón.
Kevesen maradtak életben az egykori Sinszengumi tagok közül. Amikor a Meidzsi-kormány végül megbocsátott ellenfeleinek, Sinpacsi kötelességének érezte, hogy emlékművet emeljen a Sinszengumi tiszteletére, így Macumoto Rjódzsunnal (Szaitó Hadzsime segítségével) együtt Takinogavában, Tokió északi kerületében sírt emeltek Kondónak és Hidzsikatának.
Később gyászmisét tartott régi, elhunyt bajtársai lelkéért, s mintegy négy évvel a halála előtt interjút adott egy újságnak a Sinszengumi hátteréről. Sinpacsi fennmaradt emlékiratai első kézből tanúskodnak a Sinszengumi véres életéről. Ezek az emlékiratok először 1913-ban jelentek meg az Otaru újságban, majd később évtizedekre elvesztek, és csak 1998-ban sikerült megtalálni és könyv formájában kiadatni Sinszengumi Tenmacuki (新撰組顛末記 "A Sinszengumi teljes története") néven. Ez egy jó lehetőség volt arra, hogy megdöntsék az emberekben az addigi sztereotípiát, miszerint "A Sinszengumi gonosz orgyilkosok csapata, a gonosz küldötte".

## Halála
Természetes halált halt 1915. január 5-én, a Taisó-kor 4. évében, 75 évesen. Csonthártyagyulladás miatt fogszuvasodása lett, vérmérgezést kapott, és meghalt Otaru városában. Hamvai egy részét Takinogavába temették, korábbi társai mellé.
Teljesen véletlenül ugyanebben az évben halt meg gyomorfekélyben egykori bajtársa, Szaitó Hadzsime (72) is, egy másik egykori Sinszengumi kapitány.

## Érdekességek
- A Sinszengumi vezető tisztjei közül is az egyik legjobb kardforgatóként tartották számon, technikájára büszke volt. Abe Dzsuro, a Sinszengumi egyik tizedese, a későbbi években felállított egy rangsort és azt mondta, Nagakura Sinpacsi az első, Okita Szódzsi a második, Szaitó Hadzsime pedig a harmadik a sorban.
- Vakmerő személyisége miatt "Gamusin"-nek nevezték, a  "vakmerő" (gamusara) és a "Sinpacsi" szavak összemosásával. Ez a becenév magyarra nem igazán fordítható.
- Szerizava Kamóval együtt sajátította el a Sintó Munen-rjú ágazatot, és közelről ismerték egymást.
- A toba-fusimi ütközet után többek közt Oszakában és Edoban Hidzsikata Tosizó távollétekor (ebben az időben Kondó már sebesült, ezért a tényleges irányító Hidzsikata volt) parancsnokhelyettesként Sinpacsi tevékenykedett. Hidzsikata mélyen megbízott benne.
- A Meidzsi-kor 27. évében (1894.), az első kínai-japán háború kitörésekor rá akarták venni az akkor 55 éves Sinpacsit a kardja előrántására, ő azonban elutasította, mondván: "Csak ha úgy tartja kedvem."[3]
- Idős korában, mivel nagyon szerette a külföldi filmeket, egyszer elment az unokájával megnézni egyet. Így nyilatkozott: "Mivel én ilyen sokáig éltem, láthattam, milyen csodálatos a civilizáció. Ez nagyon furcsa érzés. Vajon ha Kondó és Hidzsikata is sokáig élnek és megnéznek egy filmet, milyen arcot vágtak volna?"

### Ábrázolása a médiában
A fiatal Sinpacsi és a Sinszengumiban töltött idők számtalan regényben, drámában és anime/manga sorozatban szerepet kaptak.
Például, Nagakura Sinpacsi alakja megjelenik többek közt a Peacemaker Kurogane (anime, manga), Hakodate Jódzsin Buraicsó Himegami (manga), Kaze Hikaru (manga), Gecumei Szeiki (manga), 2004 NHK Taiga drama series Shinsengumi!, Sinszengumi Gunró-den (videójáték) és a Bakumacu Renka Sinszengumi (videójáték) című művekben is.
A Gintama anime/manga egyik hőse, Simura Sinpacsi, Nagakura Sinpacsi karakterén alapszik.
A Hakuóki című anime/visual novel a Sinszengumi történetét dolgozza fel és ülteti át egy alternatív, feudális-kori Japánba. A sorozatban nem csak megjelenik, de jelentős szerepet is játszik Nagakura Sinpacsi, a második osztag kapitánya, kinek alakja (akárcsak az anime legtöbb karakterénél) valós személyről lett mintázva.

### Családneve
A Nagakura nevet kezdetben a "naga" (長 jelentése: hosszú) írásjegyével írták, később azonban Sinpacsi apja másik kandzsira váltott. Ennek 永 olvasata szintén "naga", jelentése azonban örökkévalóság.

### Bibliográfia
- Shinsengumi Tenmatsuki. Tokyo: Shin Jinbutsu Oraisha, 1971. ASIN 440400284X

### Ajánlott irodalom
- Kimura Sachihiko. Shinsengumi Nikki. Tokyo: PHP Interface. 2003. ISBN 4-569-63008-1
- Nagakura Shinpachi. Shinsengumi Tenmatsuki. Tokyo: Shin Jinbutsu Oraisha, 1998. ISBN

4404026706

## Fordítás
- Ez a szócikk részben vagy egészben a 永倉新八 című japán Wikipédia-szócikk ezen változatának fordításán alapul.  Az eredeti cikk szerkesztőit annak laptörténete sorolja fel. Ez a jelzés csupán a megfogalmazás eredetét és a szerzői jogokat jelzi, nem szolgál a cikkben szereplő információk forrásmegjelöléseként.
- Ez a szócikk részben vagy egészben a Nagakura Shinpachi című angol Wikipédia-szócikk ezen változatának fordításán alapul.  Az eredeti cikk szerkesztőit annak laptörténete sorolja fel. Ez a jelzés csupán a megfogalmazás eredetét és a szerzői jogokat jelzi, nem szolgál a cikkben szereplő információk forrásmegjelöléseként.